# Klass 95: Skönhetens pris
Klass 95: Skönhetens pris (spanska: Klass 95: El Poder de la Belleza) är en colombiansk romantisk dramaserie som hade premiär i Caracol Televisión den 20 augusti 2024 och i Netflix den 20 september 2024.

## Handling
Serien kretsar kring en ambitiös ung kvinna som startar en modellagentur.

## Rollista (i urval)
- Nicole Santamaría - Shaio Domínguez
- David Palacio - Berny Gómez
- Carlos Báez - Nicolás Rocha
- Laura Cano - Laura Domínguez